# 曹秀先
曹秀先（1708年—1784年），字恒所，又字芝田、冰持，号地山，江西南昌府新建县人。清朝翰林，文学家。

## 生平
乾隆元年（1736年）中进士，选庶吉士，授翰林院编修。为官清廉，“诚敬勤慎”，学问渊博，著述甚丰。有《赐书堂稿》、《移晴堂四六》、《依光集》、《使星集》、《地山初稿》、《省耕诗图》、《衍琵琶行》。卒于任，赠太子太傅，谥文恪。

## 延伸阅读
[在维基数据编辑]
 《清史稿/卷321》，出自趙爾巽《清史稿》
 在维基共享资源阅览影像